# Paranaitis uschakovi
Paranaitis uschakovi är en ringmaskart som beskrevs av Eibye-Jacobsen 1991. Paranaitis uschakovi ingår i släktet Paranaitis och familjen Phyllodocidae. Arten har ej påträffats i Sverige. Inga underarter finns listade i Catalogue of Life.